# Samos (tema)
El tema de Samos (en grec medieval θέμα Σάμου, thema Samou) va ser un tema (província civil i militar) de l'Imperi Romà d'Orient situat a l'est del mar Egeu, creat a finals del segle ix. Era un dels tres temes marítims de l'Imperi (juntament amb els temes dels Cibirreotes i de l'Egeu) i va servir principalment per subministrar vaixells i tropes per a la marina romana d'Orient.

## Història
Es desconeixen les dates de la seva creació i l'extensió territorial dels diversos comandaments navals de l'Imperi Romà d'Orient als segles vii i ix. Quan la marina dels Carabisians es va dividir a principis del segle viii, es van establir diversos comandaments navals als temes. El primer comandament conegut i important va ser el del tema dels Cibirreotes. L'emperador romà d'Orient Constantí VII al segle x, diu que quan l'Imperi es va dividir en temes, Samos es va convertir en la seu del "tema dels navegants" (θέμα τῶν πλοϊζομένων). El significat d'aquest passatge és obscur. Segons l'historiador Warren Treadgold, això vol dir que el tema de Samos va ser la seu de la flota dels Carabisians fins a la seva dissolució cap al 727. Una altra explicació seria que aquest comandament formava part dels Carabisians i que es van abolir conjuntament en el mateix moment o que durant un curt termini de temps va tenir una funció idèntica al tema dels Cibirreotes. L'existència d'un estrateg a Samos al segle viii es coneix per un segell que fa referència a l'estrateg Teodor. Al final del segle viii, l'Egeu meridional sembla que estava sota la jurisdicció d'un drungari del Dodecanès a qui alguns historiadors identifiquen amb el càrrec de drungari de Cos i drungari del Golf (Kolpos) que es menciona més tard, al Taktikon Uspenski escrit a mitjans del segle ix. Aquest territori del Dodecanès, o almenys la seva part oriental, va evolucionar fins a convertir-se en el tema de Samos.
El tema de Samos i l'estrateg que el dirigia es mencionen per primera vegada al Cletorològion, escrit al 899. El tema incloïa les illes de la banda est de l'Egeu de l'est i la riba occidental de l'Àsia Menor entre Adramitium i Efes. La capital d'aquest tema era Esmirna, i els turmarques subordinats, els vicealmiralls, tenen la seu a Adramitium i a Efes. Segons el llibre De ceremoniis, escrit per l'emperador Constantí VII, a l'expedició de l'any 911 contra Creta hi van participar 22 vaixells de guerra i 4.680 mariners (600 d'infanteria naval i 3.980 remers), procedents només d'aquest tema. De totes maneres, la part continental del tema es menciona explícitament com a part del tema dels Tracesis amb un turmarca propi per a la defensa de la costa. Aquesta notícia, junt amb l'absència d'informació sobre funcionaris adscrits al tema naval, indica probablement que només era una divisió funcional. L'estrateg de Samos i els seus subordinats eren els responsables del subministrament de vaixells i tripulacions de la flota del tema i de la defensa de les illes. Pel que fa a la riba continental, les ciutats i la població estaven sota el control de l'estrateg dels Tracesis i els seus subordinats eren els responsables de la fiscalitat i la defensa. Samos sembla que es va mantenir com a província purament militar fins a finals del segle xi quan la seva flota es va dissoldre i es va convertir en un tema clàssic amb els seus propis funcionaris civils.